# Yffiniac
Yffiniac is een gemeente in het Franse departement Côtes-d'Armor, in de regio Bretagne. De plaats maakt deel uit van het arrondissement Saint-Brieuc. Yffiniac telde op 1 januari 2022 4.980 inwoners.

## Geboren
- Bernard Hinault (1954), vijfvoudig winnaar van de Tour de France

## Geografie
De oppervlakte van Yffiniac bedroeg op 1 januari 2022 17,44 vierkante kilometer; de bevolkingsdichtheid was toen 285,6 inwoners per km².
De onderstaande kaart toont de ligging van Yffiniac met de belangrijkste infrastructuur en aangrenzende gemeenten.

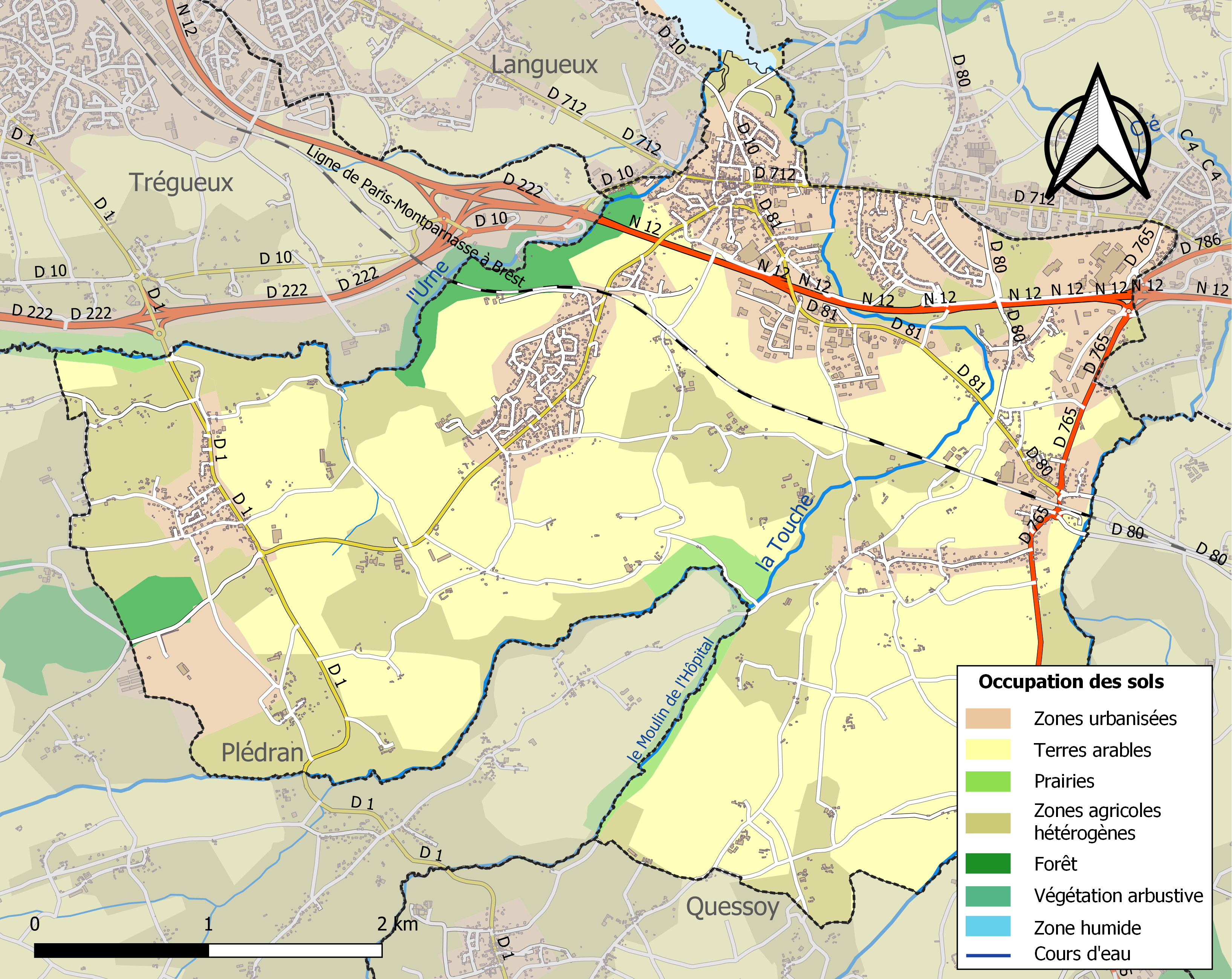

## Verkeer en vervoer
- In de gemeente ligt de spoorweghalte Yffiniac.

## Demografie
Onderstaande figuur toont het verloop van het inwonertal (bron: INSEE-tellingen). 